# Търпение (залив)
Заливът Търпѐние (на руски: Терпѐния залив) е залив, в югозападната част на Охотско море, край югоизточното крайбрежие на остров Сахалин, Сахалинска област, Русия. На изток частично е ограничен от полуостров Търпение. Вдава се навътре в сушата на 65 km, ширина около 130 km, дълбочина до 50 m. Северните му брегове са ниски, лагунни (езерото Невское), а на запад и изток – планински. В северната му част се вливат реките Поронай, Оленя, Рукутема, Дълга и др., а в западната му част – реките Леонидовка, Нитуй, Горная, Макарова и др. Приливите са неправилни полуденонощни с амплитуда до 1,5 m. Зимата замръзва. На северното му крайбрежие е разположен град Поронайск, а на западното – град Макаров. Заливът е открит на 22 август 1643 г. от холандския мореплавател Мартин Геритсон де Фриз по време на плаването му в северозападната част на Тихия океан и е наименуван Търпения поради принудителното пребиваване на експедицията в него заради продължителните мъгли в района през този сезон.